# Arthur Hay

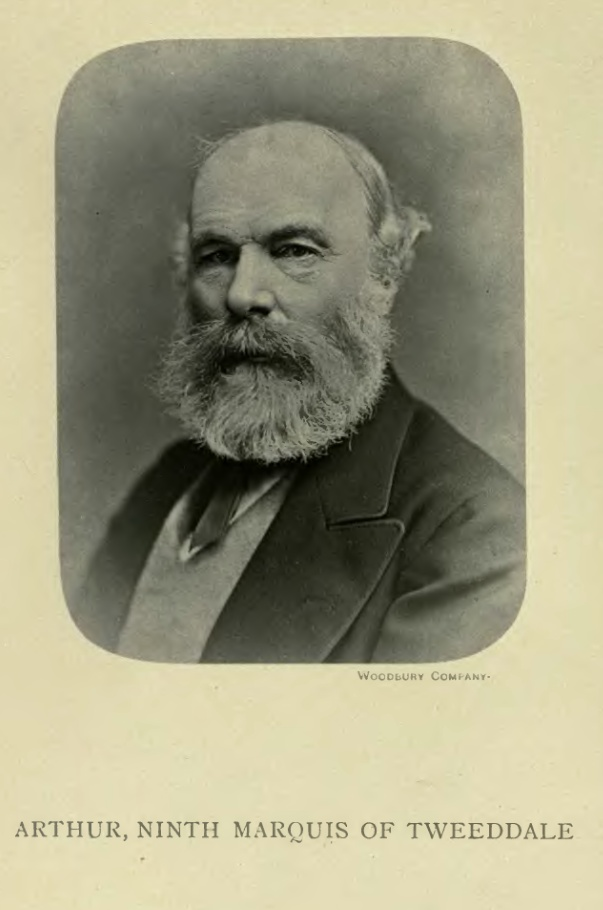
Arthur Hay, 9e markies van Tweeddale (Lord Walden)

Arthur Hay (Gifford, 9 november 1824 – Chislehurst, 29 december 1878) was een Schotse militair en ornitholoog, die tussen 1862 en 1876 bekend stond als Lord Walden. Hij diende in het Britse leger op de Krim en in India. In 1876 volgde hij zijn vader op en werd de negende Markies van Tweeddale.
In 1868 werd hij voorzitter van de Zoological Society of London. Zijn ornithologische publicaties werden in eigen beheer uitgegeven door zijn neef Robert George Wardlaw-Ramsay als The Ornithological works of Arthur 9th Marquis of Tweeddale (1881).
Lord Walden beschreef vele soorten en ondersoorten onder de naam Walden of, na 1876, Tweeddale. In 2024 werd hij van 54 vogelsoorten als auteur erkend, waaronder bijvoorbeeld de Filipijnse fluiter (Pachycephala philippinensis). Als eerbetoon aan hem dragen de Waldens jaarvogel (Rhabdotorrhinus waldeni) en de mayottedrongo (Dicrurus waldenii) zijn naam.

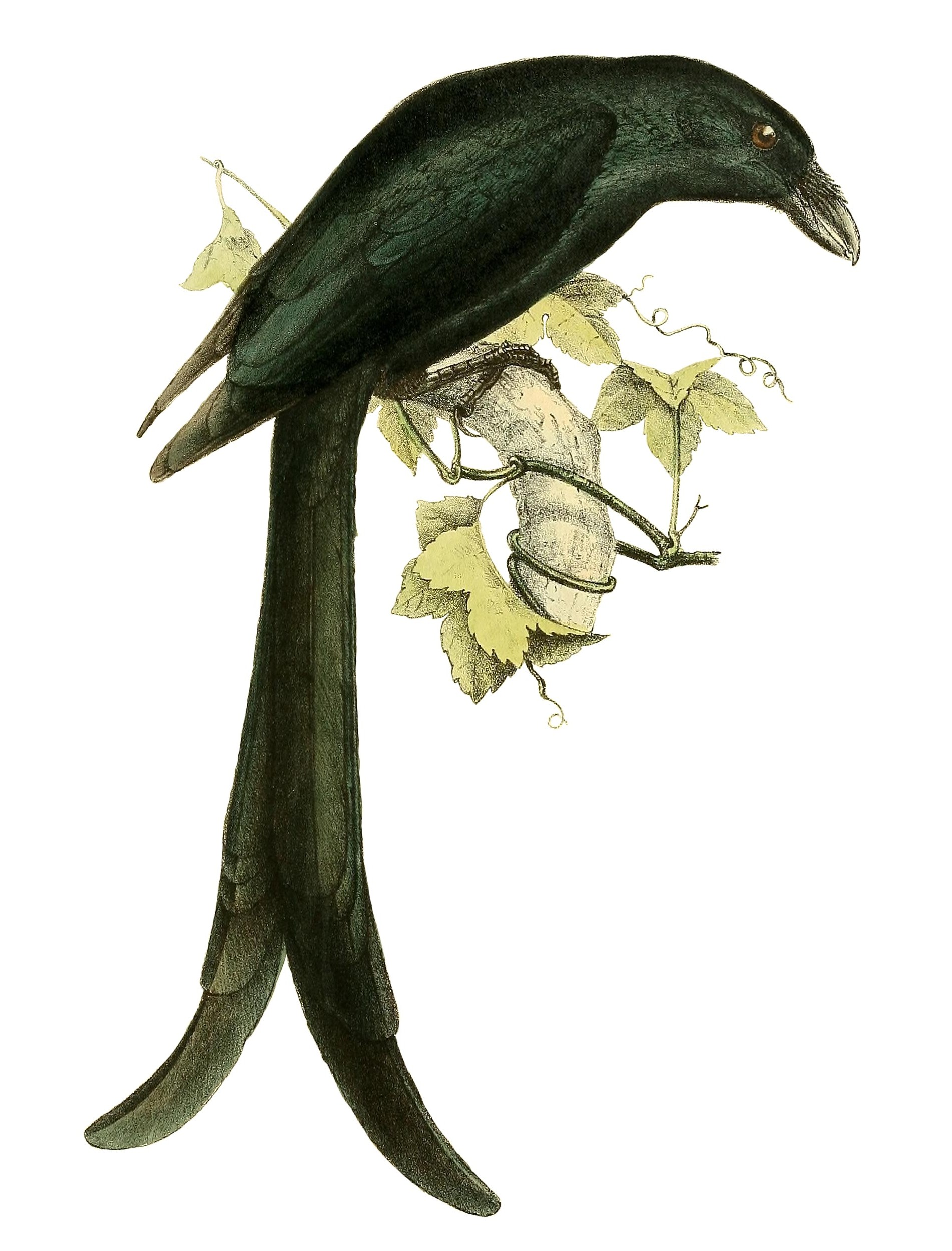
Mayottedrongo
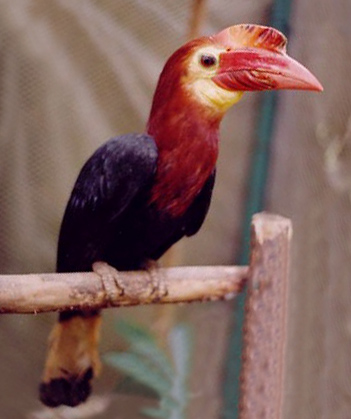
Waldens jaarvogel

- International Standard Name Identifier: 0000 0000 6148 5911
- Library of Congress Control Number: nb2007027274
- Nationale bibliotheek van Australië: 50725347
- Nederlandse Thesaurus van Auteursnamen: 307218279
- SNAC: w6g82444
- Trove: 1521242
- Virtual International Authority File: 58609054
- WorldCat: E39PBJp9rJkp8bXxJy3Fg9yWXd